# گل‌ها و گلوله‌ها
گل‌ها و گلوله‌ها فیلمی به کارگردانی ناصر مهدی‌پور و نویسندگی محمد نوری‌زاد محصول سال ۱۳۷۰ است.

## خلاصه داستان
ساخت پلی بین دو روستایت ترک‌نشین و کردنشین، سبب الفت و اتحاد بیش از پیش دو طایفه ترک و کرد می‌شود. در پی تحکیم دوستی دو طایفه دختر و پسری نیز از دو طایفه به ازدواج هم در می‌آیند و از این پس روزگار مساعدی را با یاری هم می‌گذرانند. اما اشرار که سودشان در تفرقه این دو طایفه است، مشکلاتی ایجاد می‌کنند و اگر چه در وهله اول به نظر می‌رسد که اتحاد بین دو طایفه را زائل کرده‌اند، اما با تحریکات مشترکی که دو طایفه بر علیه اشرار انجام می‌دهند، سبب می‌گردند که آن‌ها از منطقه بگریزند.

## بازیگران
- جمشید هاشم‌پور
- چنگیز وثوقی
- عنایت‌الله بخشی
- مهناز اسلامی
- پروین سلیمانی
- سارا خوئینی‌ها
- فرهاد خان‌محمدی
- سعید عباسی
- علی نظری
- احمد مظلومی
- داوود اسکندری
- فخرالدین قره‌باغی
- داوود خلیلی
- علیرضا فتحی
- محمد صادق‌پور
- یداله فهیمی
- غلامرضا یوسف‌زاده
- نعمت جهانفرد
- حمید عباسی
- امیر کبودساز
- محمدعلی شاهین
- پرویز محمدی
- اکبر جعفری
- حسن‌عربی عزت‌آبادی
- عباسعلی حکیم‌زاده
- عیسی حکیم‌زاده
- اسماعیل قره نقدی
- حمید نوری
- علیرضا محمودی ایرانمهر
- حسن رخشاء
- حسین آدیگوزل
- ابراهیم تنهایی
- علی محرر
- عادل احمدی
- رشید عبدی
- ایوب محمدی
- حسن غریب
- بهمن احمدی
- نوروز علیمردان
- محمد باقر زینالی
- غلامرضا محمودی
- علی علی‌زاده
- صلاح خضری
- احد جاویدمنش
- ملک علی شجاع‌پور
- ناصر نایبی
- حسین جوانشیر
- حسن عبدی
- داوود رحیمی
- ابراهیم پیشیار
- حسین فیضی‌پور
- عشقعلی باقری
- بهرام عزیزی
- یداله جوانی
- رضا سلیمان‌زاده
- یحیی دانا
- حیات شریفی
- شیلا شریفی
- ایران بنی‌هاشم
- زیبا سلطانی
- قندآب اکبرزاده
- زهرا سلطانی
- سولماز نجفی
- زهرا تاجیک
- مدینه مرادی
- نفیسه حسینی
- آسیه خلیل‌زاده
- زینب گل‌محمدی
- سولماز تمدن
- اکرم پاشاپور
- سکینه حیدری
- فاطمه آقازاده
- ثریا انزلی
- هاجر ذرزا
- مرضیه پورعزیز
- معصومه باقری
- حمیرا آذرشین
- فرزانه ترکاون‌نژاد
- زینب امانپور
- سعیده شریفی
- حیدر فهیمی
- مهدی خزانه‌داری
- علی اعتماد
- ولی علی‌زاده